# زنای غیرمحصنه
زنای غیر محصنه در فقه اسلامی گونه‌ای زنا با رضایت طرفین اما خارج از قواعد ازدواج شرعی است که دست کم یکی از آنها مجرد (بی‌همسر) باشد. اگر یکی از طرفین متأهل باشد فقط نسبت به فرد مجرد غیرمحصنه محسوب خواهد بود. کیفر این گونه از زنا در فقه، یکصد تازیانه است. در قرآن کیفر یکصد تازیانه برای همهٔ انواع زنا – با مَحرَم، با متأهل یا در زن در عدّه، به عنف (تجاوز جنسی) – مقرر شده و تفکیکی میان زنای محصنه و غیرمحصنه نشده است.

## حکم زنای غیر محصنه
مجازات زنای غیرمحصنه در قانون مجازات اسلامی ایران مصوب سال ۱۳۹۲ مشخص شده است.
ماده ۲۳۰ قانون مجازات اسلامی، در خصوص حکم مجازات زنای غیرمحصنه، مقرر می‌دارد: «حد زنا در مواردی که مرتکب، غیر محصن باشد، صد ضربه شلاق است.» بر اساس این ماده، می‌توان گفت: حکم زنای غیر محصنه، مجازات حدی شلاق، به میزان صد ضربه خواهد بود. شایان ذکر است، از آنجا که این مجازات، یک مجازات حدی می‌باشد، امکان تبدیل و تخفیف آن وجود نخواهد داشت. این مجازات، یک مجازات حدی است که دارای شرایط مجازات حدی است یعنی مرتکب برای اینکه مشمول این مجازات باشد باید حتماً از اینکه یک عمل حرام و غیرقانونی را انجام می‌دهد آگاه باشد و در انجام این کار آگاهی و اراده داشته باشد و هم چنین بالغ باشد.

### کفاره
نوع گناهان و افعالی که کفاره دارند در شرع مشخص شده است و زنا جزو این موارد نیست، با این حال، برخی از فقها معتقدند، زانی یا زانیه، علاوه بر کیفر، بهتر است به پرداخت کفاره که می‌تواند آزاد کردن برده، اطعام فقرا یا روزه باشد، اقدام نماید.